# بيل جليسون
بيل جليسون (بالإنجليزية: Bill Gleason)‏ هو لاعب كرة قاعدة أمريكي، ولد في 12 نوفمبر 1858 في سانت لويس في الولايات المتحدة، وتوفي بنفس المكان في 21 يوليو 1932.

## وصلات خارجية
- بيل جليسون على موقعبيزبول رفرنس.كوم (الدوري الرئيسي) (الإنجليزية)
- بيل جليسون على موقعبيزبول رفرنس.كوم (الدوري الثانوي) (الإنجليزية)